# Bibliothèque du Vieux Saint-Laurent
La bibliothèque du Vieux Saint-Laurent, anciennement appelée la bibliothèque de Saint-Laurent, est l'une des deux bibliothèques municipales de l'arrondissement de Saint-Laurent à Montréal. Elle fait partie du réseau des bibliothèques de Montréal.

## Histoire
À la fin des années 1940, plusieurs personnes de la communauté anglophone de Saint-Laurent décident de s'unir afin de mettre sur pied une bibliothèque dans le secteur de Val-Royal. Au fil des années, les bénévoles réussirent à faire fonctionner la bibliothèque avec les nombreux dons de livres et les levées de fonds. À cause du manque d'espace constant pour les livres, la bibliothèque changera de local à plusieurs reprises. En 1954, la ville subventionne la bibliothèque pour la première fois. Cette année marque également l'ouverture de la bibliothèque des jeunes de Saint-Laurent, qui est composée d'une collection de livres en français pour les jeunes de 6 à 16 ans. En 1959, la bibliothèque embauche le premier bibliothécaire dans le but de développer la collection de livres en français. C'est en 1963 que les bénévoles recommandent sérieusement la construction d'une bibliothèque. 
Les plans de l'architecte Maurice Major montrent un édifice de style contemporain grâce à sa structure en béton apparente et ses colonnes intérieures et extérieures. La présence d'un grand nombre de fenêtres et de sa mezzanine fait de la bibliothèque l'une des plus modernes de l'époque. La construction de la bibliothèque débuta en janvier 1965 sur l'ancien terrain de l'hôtel de ville de Saint-Laurent. Le bâtiment servait également de caserne de pompiers et de poste de police. Cet espace se situe au centre de la ville de Saint-Laurent où se trouve le Collège de Saint-Laurent, les lieux de culte, les magasins et le musée. L'inauguration eut lieu en novembre de la même année. Le maire de l'arrondissement, M. Marcel Laurin, ainsi que le ministre des Affaires culturelles et des Affaires municipales étaient présents pour l'occasion. À ce moment, la nouvelle bibliothèque dessert une population de 30 000 habitants.
En 1990, la fontaine et sculpture Cailloudo de l'artiste Charles Daudelin est installée dans l'aménagement paysager de la bibliothèque dans le cadre de l'évènement Sculpture : séduction 90.
En 2009, la capacité de la bibliothèque devient insuffisante pour répondre aux besoins de la population de l'arrondissement. La construction d'une seconde bibliothèque (du Boisé) est alors envisagée.
En 2019, n'ayant pas subi de rénovations majeures depuis sa construction, la modernisation du lieu devient une nécessité pour éviter sa dégradation. Un budget de 1,8 million fut requis pour les rénovations. La bibliothèque fut fermée du 1er avril 2019 jusqu'au 23 mars 2020. Plusieurs modifications furent apportées, notamment le changement du système de climatisation, l'ajout de prises électriques, et l'installation d'éléments facilitant l'accessibilité universelle. La bibliothèque est également remise au goût du jour avec du nouveau mobilier et un réaménagement des différentes sections. Durant la fermeture, la bibliothèque offrait un point de service à la paroisse de Saint-Laurent. Le service de réservation et près de 2500 documents étaient disponibles sur place.  

## Collection
En 2020, la bibliothèque compte environ 120 000 documents divers. Saint-Laurent est le quartier le plus multiethnique de la ville de Montréal. La bibliothèque offre ainsi une collection à 65% en français et à 35% en anglais. 

## Services

### Emprunt de documents
La bibliothèque du Vieux Saint-Laurent permet aux usagers de la Ville de Montréal d'emprunter gratuitement plusieurs types de documents en français et en anglais pour tous les âges : 
- Romans, documentaires, bandes dessinées, mangas, livres en gros caractère, périodiques
- Films et séries en DVD et en Blu-Ray
- Musique (CD), lecteur MP3, livres audio
- Jeux vidéo (PlayStation, Xbox, Nintendo)
- Jeux de société

La bibliothèque de Saint-Laurent est également la première à offrir des livres numériques à Montréal.

#### Prêt entre bibliothèques
Si un document n'est pas disponible à la bibliothèque du Vieux Saint-Laurent, il est possible de le faire venir d'une autre bibliothèque de la Ville de Montréal .

### FabricARThèque
En automne 2018, la bibliothèque ouvre un nouvel espace de création artisanal nommé la FabricARThèque. Plusieurs activités et des formations sont organisées par la bibliothèque pour les usagers. Des machines sont disponibles pour les formations ou les projets personnels: 
- Machine à coudre numérique
- Brodeuse numérique
- Presse à chaud
- Machine à découpe numérique

### Mini-bibliothèque de Chameran
Depuis 2014, les bibliothèques de Saint-Laurent ouvrent chaque année une mini-bibliothèque de septembre à mai dans le chalet d'un parc de Saint-Laurent.La mini-bibliothèque de Chameran offre des services semblables aux autres bibliothèques et permet aux familles d'emprunter des documents plus près de leur domicile. 

## Projets

### Résidences à la bibliothèque
En 2022, la bibliothèque participe au programme de résidence d'écriture en bibliothèque. Cette collaboration entre l'Union des écrivaines et des écrivains québécois (UNEQ) et les Bibliothèques de Montréal permet d'impliquer les artistes montréalais et de stimuler la diffusion locale. 

## Galerie photo

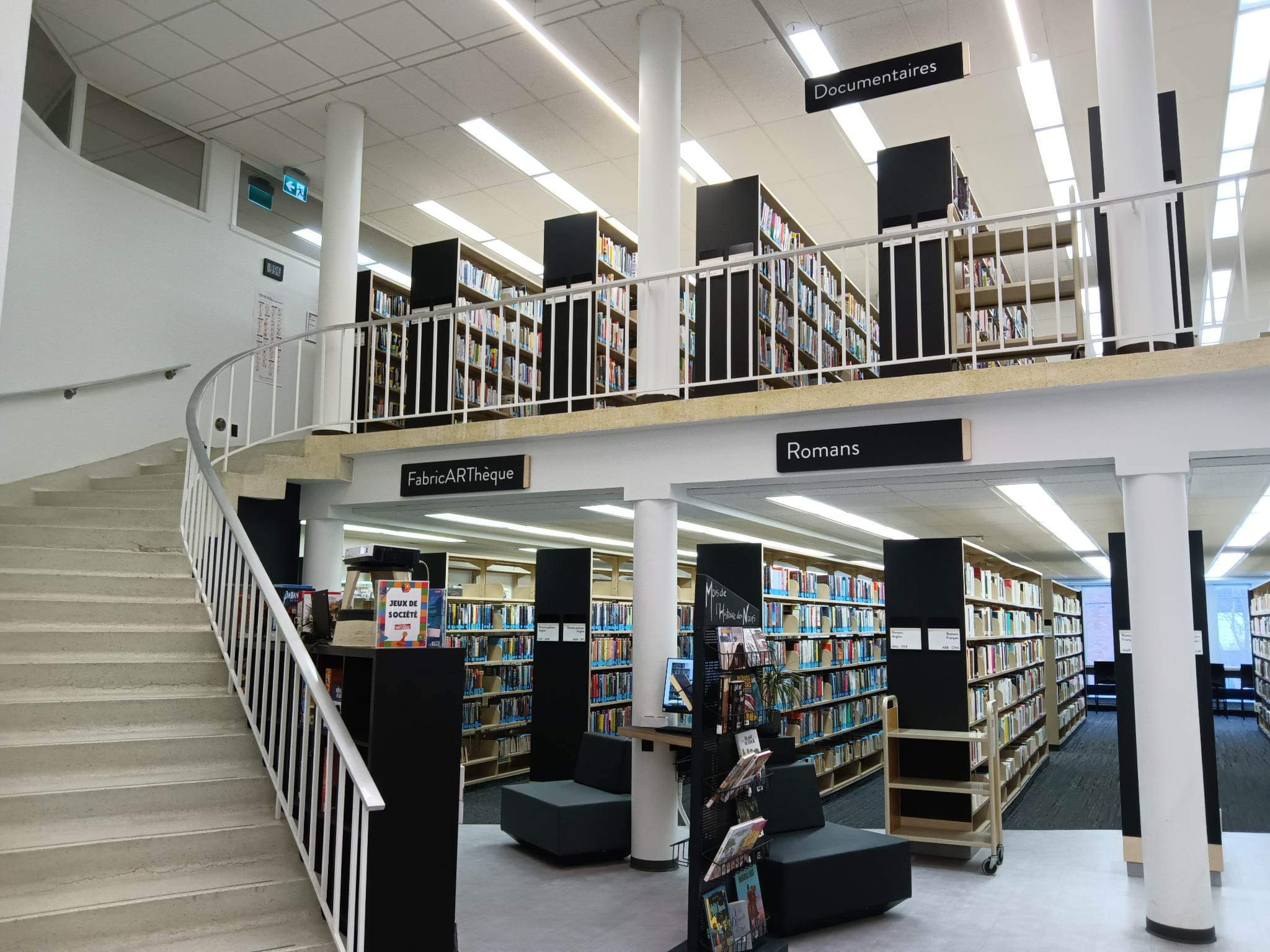
Section des romans et des documentaires
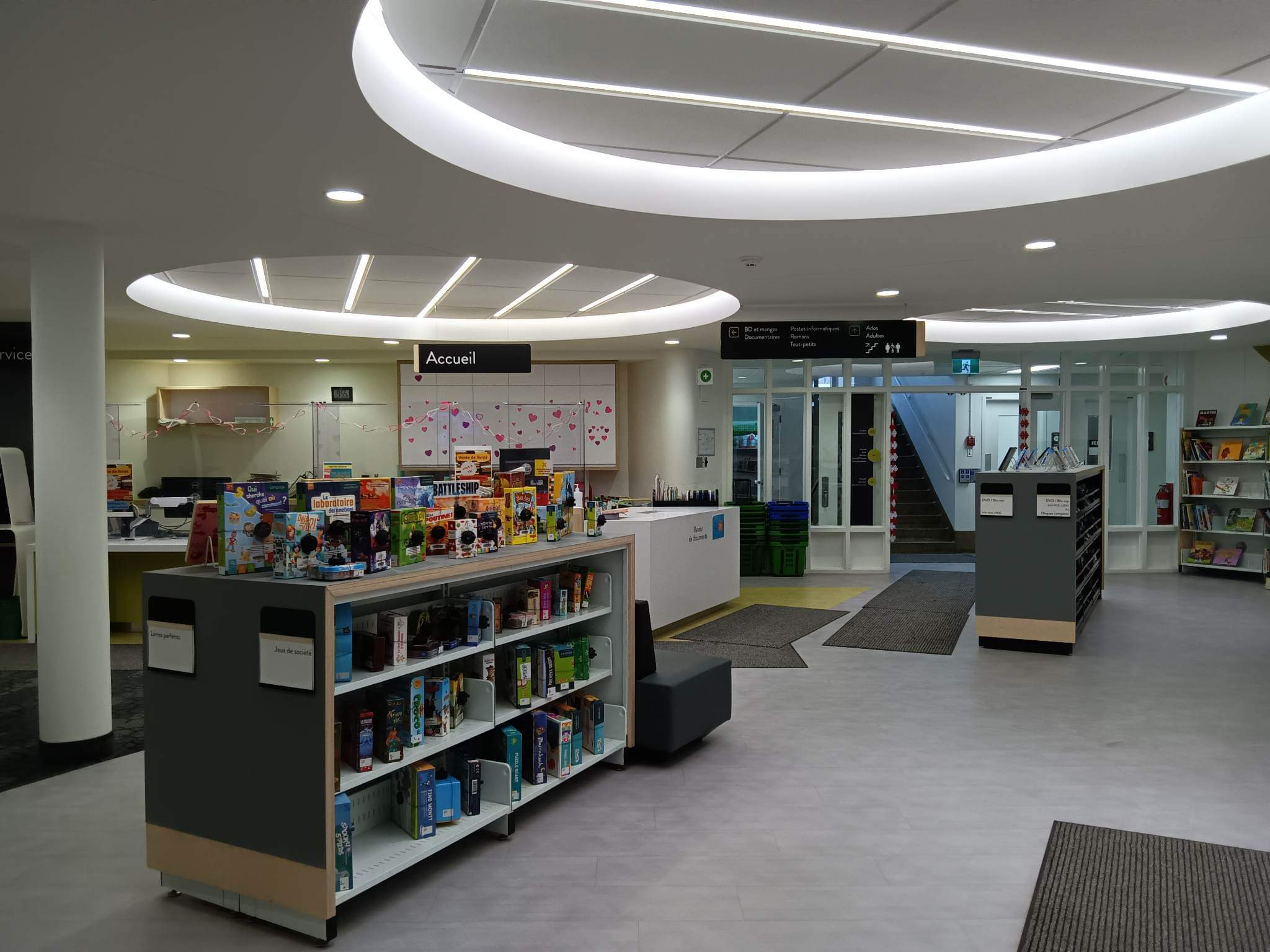
Section jeunesse
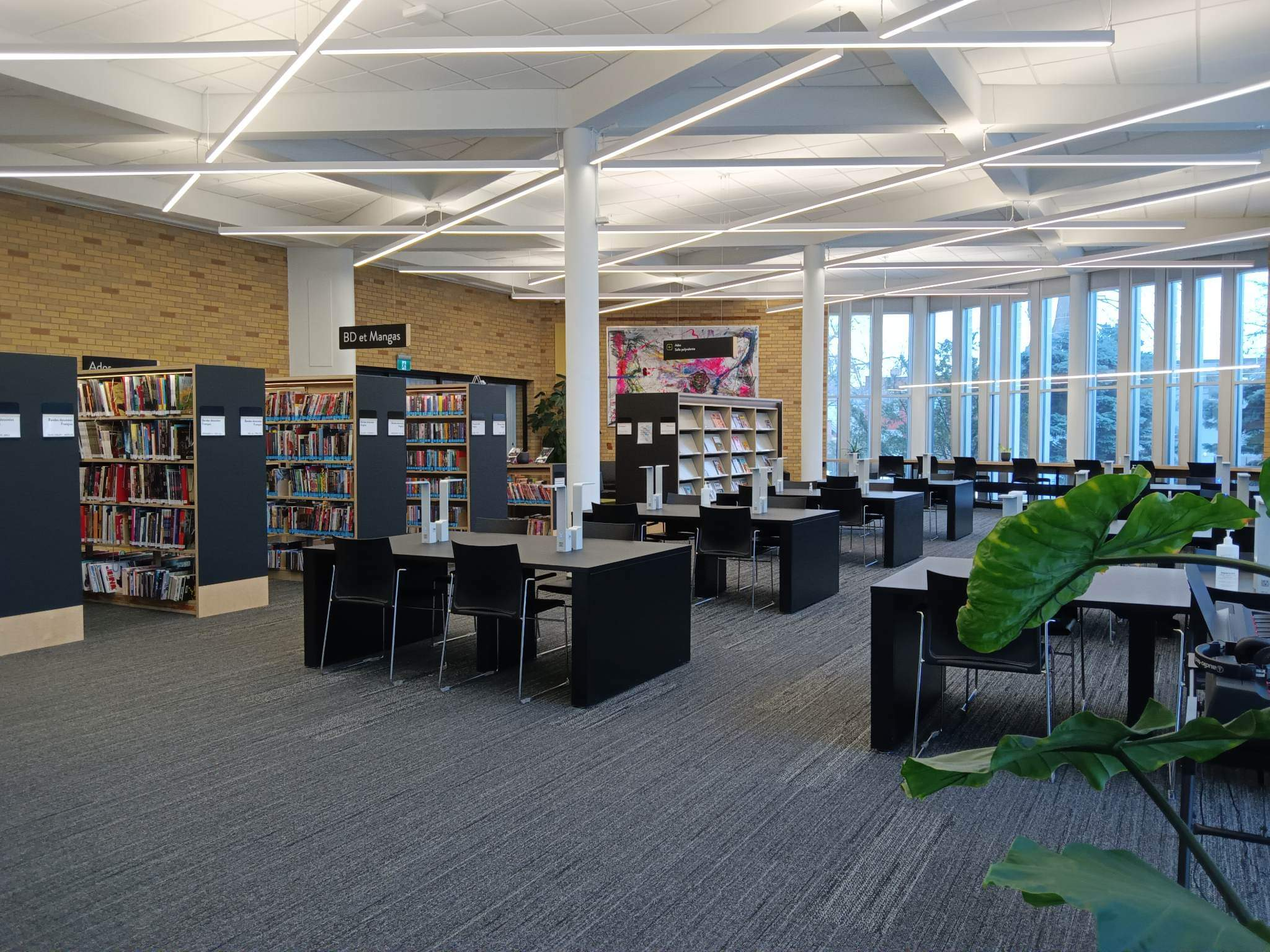
Section des BD et espace de travail
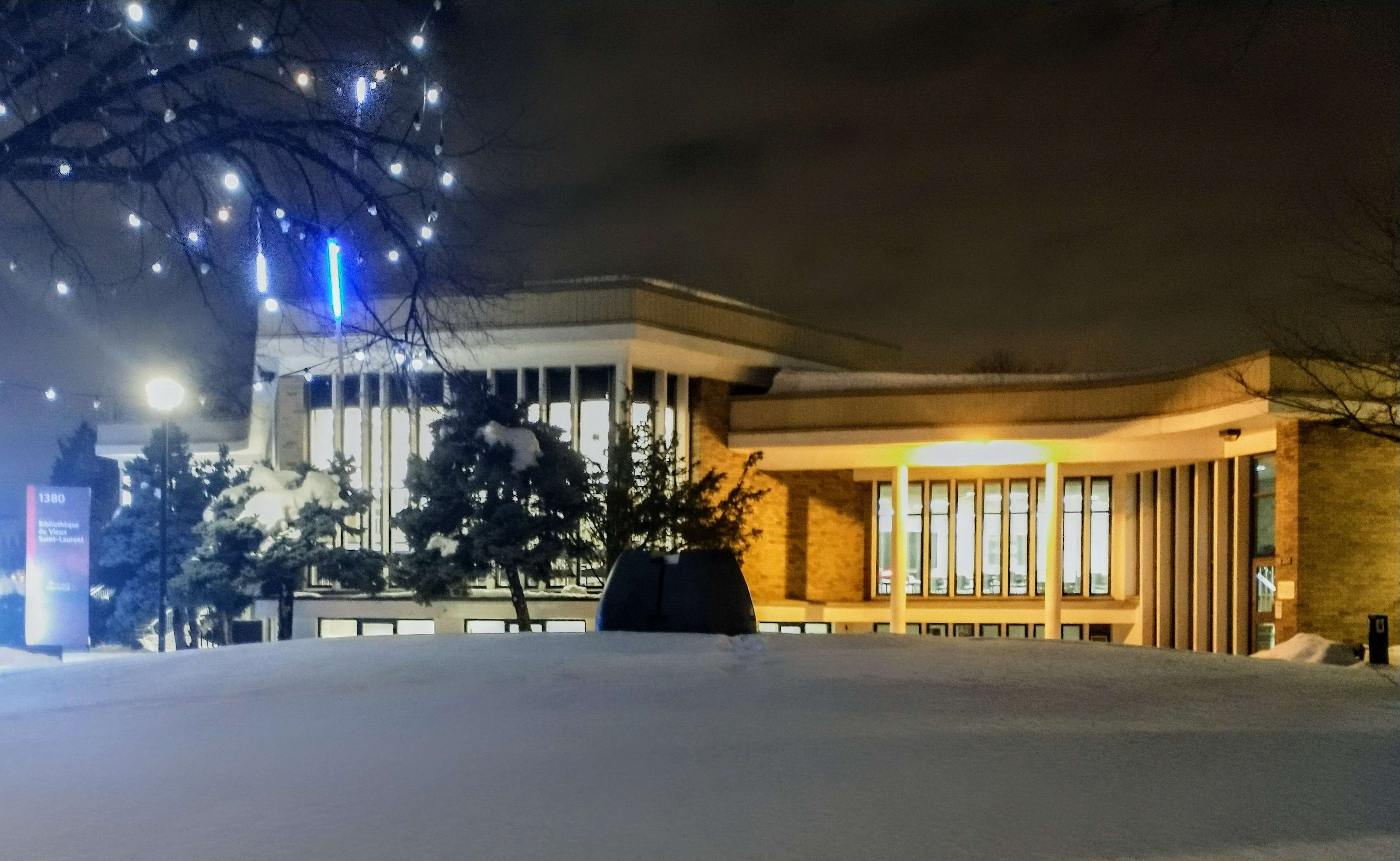
Façade de la bibliothèque
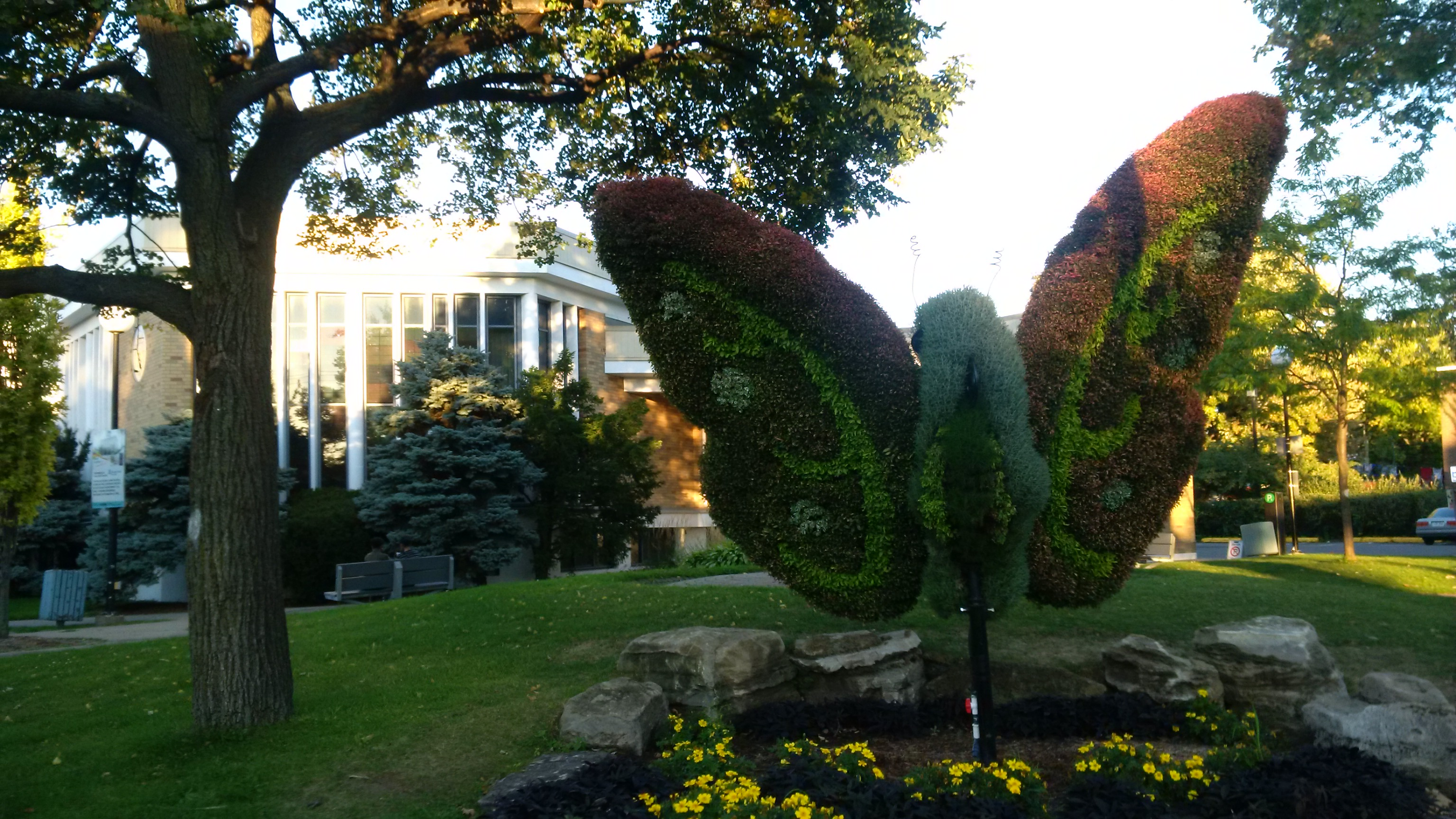
Mosaïculture d'un papillon devant la bibliothèque